# Calymperes afzelii
Calymperes afzelii är en bladmossart som beskrevs av Swartz 1818. Calymperes afzelii ingår i släktet Calymperes och familjen Calymperaceae. Inga underarter finns listade i Catalogue of Life.